# 前川喜作
前川 喜作（まえかわ きさく、1895年（明治28年）5月15日 - 1986年（昭和61年）7月19日）は、日本の実業家。前川製作所創業者。和敬塾創立者。

## 経歴
1895年、奈良県南葛城郡秋津村（現・御所市室）に林業を営む素封家の家に生まれた。前川福松の三男である。旧制奈良県立畝傍中学校（現、奈良県立畝傍高等学校）卒業。1920年、早稲田大学大学部理工科（機械工学科）卒業。
独立し、1924年、前川商店（現・前川製作所）創業。冷蔵庫製造業を創めた。1955年、東京都文京区目白台に地方から上京して都内及び周辺の大学へ通う学生達のための寮（和敬塾）を創設。
1986年7月19日朝、病により死去。

## 人物
趣味は読書。宗教は浄土宗。菩提寺は浄土宗無漏山生蓮寺。住所は東京深川区牡丹町、渋谷区宇田川町。

## 家族・親族
前川家
- 父・福松[1][7]
- 母・マサ（慶応元年 - ?）[4][7]
  - 妻・八代（旧姓：木村、沼津高女出身[4]、1904年[7] - ?）
    - 長男・前川昭一（1927年 - ）
      - 孫・前川喜平（文部科学官僚・同省事務次官、1955年 - ）
      - 孫娘・中曽根真理子
      - 孫娘の夫・中曽根弘文（政治家・参議院議員、内閣総理大臣中曽根康弘の長男）
        - 曾孫・中曽根康隆（政治家・衆議院議員）

      - 孫娘・小泉マヤ
      - 孫娘の夫・小泉和久（小泉グループオーナー、東天紅社長）

    - 二男・前川正雄[4][7]（前川製作所社長、1932年 - ）
      - 孫・前川正（前川製作所社長、1967年 - ）
      - 孫・前川真（前川製作所社長、1978年 - ）
      - 孫娘・緋田靖子
      - 孫娘の夫・緋田順（米国三井物産副社長）

    - 長女（1929年 - ）[4][7]
    - 二女（1934年 - ）[4][7]

## 参照
1. 1 2 3 4  『大衆人事録 第12版 東京篇』東京609頁（国立国会図書館デジタルコレクション）。2018年4月13日閲覧。
2. 1 2  「忘れ得ぬ早稲田人 ⑨ 前川喜作」、『早稲田学報 通巻九六七号 復刊四十巻第九号』早稲田大学校友会、1986年11月、37頁。
3. ↑  「私の尊敬する人」～前川喜作氏について～ 平成20年11月 参議院議員 中曽根弘文。
4. 1 2 3 4 5 6 7 8 9  『人事興信録 第13版 下』マ12頁（国立国会図書館デジタルコレクション）。2019年1月9日閲覧。
5. ↑  『早稲田大学校友会会員名簿 大正14年11月調』586頁（国立国会図書館デジタルコレクション）。2018年4月14日閲覧。
6. ↑  『稿本早稲田大学百年史』早稲田大学大学史編集所、1983年、726頁。
7. 1 2 3 4 5 6 7 8  『人事興信録 第12版 下』マ13頁（国立国会図書館デジタルコレクション）。2017年5月29日閲覧。
8. 1 2 3  『人事興信録 第14版 下』マ11頁（国立国会図書館デジタルコレクション）。2017年11月30日閲覧。
9. ↑  和敬塾塾友会関西支部創立50周年記念行事 2011年09月24日。